# Antoine Ier du Kongo
Antoine Ier du Kongo, Vita a Nkanga ou Mvita a Nkanga (en kikongo) et D. António I (en portugais), fut roi du royaume du Kongo de 1660 à sa mort le 29 octobre 1665. Fils cadet et successeur du roi Garcia II, il succéda à son père qui avait écarté du trône son aîné, Dom Alfonso
Sa mort lors de la bataille d'Ambuilla fait sombrer le pays dans la guerre civile jusqu'en 1709.

## Origine
Au début de 1661, après la mort du roi Garcia II, lui succède son fils cadet Dom Antonio, marquis de Kiowa « Mwana Nlaza ». Le nouveau souverain d'un caractère impétueux et turbulent qui est considéré comme le « héros du peuple Kongo », se heurte rapidement à André Vidal de Negreiros, le gouverneur de l'Angola portugais (1661-1666) à Luanda.

## Règne
Le roi de Portugal Alphonse VI donne l'ordre le 22 décembre 1663 à Vidal Negreiros, de prendre le contrôle des mines de cuivre du Kongo, d'exploiter les gisements et d'envoyer le minerai par bateaux à Lisbonne. Le roi du Kongo répond en niant l'existence des mines et proclame qu'il  « n'est redevable d'aucune façon au roi du Portugal ».
Vidal Negreiros prépare son armée pour le combat et Antonio Ier répond par un vibrant appel à la guerre. L'armée portugaise avait reçu l'ordre d'aller occuper les mines situées dans la colline d'Embo. Pour ce faire, elle doit progresser  de Dembos à travers la rivière Dande. Les forces sont commandées par Luis Lopes de Sequeira un soldat métis et comprennent, avec une troupe de 300 hommes armés de fusils, deux pièces d'artillerie et un contingent de « guerriers noirs » composés de mercenaires Jagas.

## La bataille d'Ambuila
Les troupes portugaises de Luís Lopes de Sequeira (pt) sont organisées autour d'un groupe de 350 mousquetaires et deux pièces d'artillerie légères. Le roi Antonio Ier vient à la rencontre des Portugais avec une foule de gens. Certains témoins avancent le nombre de  100 000 hommes mais il est rationnel de le limiter à environ 20 000. L'armée du Kongo comprend aussi un régiment de 300 hommes armés de mousquets, dont 29 Portugais dirigés par le métis Pedro Dias de Cabral. Luis Lopes de Sequeira demande des renforts à  Luanda et obtient une centaine d'hommes supplémentaires. L'armée portugaise comptait donc 450 mousquetaires portugais et entre 6000 et 7000 guerriers noirs.
L'affrontement a eu lieu le 29 octobre 1665 lors de bataille d'Ambuila. Une avant-garde de 10 000 hommes commandés par le duc de Mbamba, arrive devant les forces portugaises, appuyées par les mousquetaires et les pièces d'artillerie. Le roi leur  donne l'ordre d'attaquer. La progression de la masse effraie les « guerriers noirs »  ennemis et environ 4.000 Noirs sont mis en fuite. Toutefois le corps d'armée du roi Antonio Ier subit les tirs d'artillerie portugaise et commence à refluer ce qui sème la panique. L'avant garde congolaise est rompue. Le roi Antonio Ier furieux, conduit personnellement une nouvelle charge, suivi par sa noblesse lorsqu'une balle perdue le frappe. Le roi blessé, tombe à terre. Un combattant portugais l'identifie et le décapite immédiatement puis il plante sa tête sur une lance. Le découragement est général dans les rangs congolais, les combattants fuient pour s'échapper  mais ils sont poursuivis par les « guerriers noirs » qui les massacrent.
Dans la mêlée, du côté portugais, en compte 12 Blancs, 25 Noirs tués et 250 blessés. Du côté congolais, on estime le nombre de tués à plus de 5.000, dont 98 membres de la maison royale et plus de 400 nobles. Parmi les morts, le Père Manuel Rodrigues, confesseur du roi et le père Francisco S. Salvador, un  aumônier mulâtre. Sont faits prisonniers l'aumônier en chef  Manuel Medeiros. Le fils du roi, Francisco âgé d'un an ainsi que deux fils, de son frère Afonso, Álvaro, 6 ans, et Pedro, 7 ans sont aussi capturés. Parmi le butin se trouve également la couronne d'argent doré avec des pierres précieuses, qui avait été offerte au roi Garcia II, par Innocent X et transportée au Kongo par le Capucin Giovanni Francesco da Roma. La tête du roi est inhumée par les Portugais dans une chapelle à Luanda et les trophées envoyer à Lisbonne. Les Portugais qui n'avaient pas les forces suffisantes pour occuper le pays doivent se retirer.

## Unions et postérité
Antoine Ier avait fait exécuter pour adultère sa première épouse et l'amant de cette dernière, ce qui lui est vivement reproché par les capucins de la Mission.
Il épouse ensuite Dona Ilaria qui lui survit jusqu'au début du XVIIIe siècle. Elle intervient en tant que « Vieille Reine » comme une véritable matriarche du Kanda dans les nombreuses tractations qui aboutissent à la restauration d'une royauté unifiée en faveur de Pierre IV du Kongo en 1709.
Le fils du roi Antoine Ier, Dom Francisco de Menezes Nkanka a Makaya, capturé encore enfant lors de la bataille d'Ambuila, est élevé à Luanda jusqu'à l'âge de 20 ans. Il rentre alors au Kongo lors de la Guerre civile du Kongo. Considéré comme trop occidentalisé, il ne joue aucun rôle politique